# Violet Mar
Violet Mar, död 1577, var en skotte som blev avrättad för häxeri. Hon blev dömd för att ha manat upp onda andar för att skada Skottlands regent, James Douglas, 4:e earl av Morton.